# Enicosanthum
Enicosanthum là chi thực vật có hoa trong họ Annonaceae.

## Hình ảnh

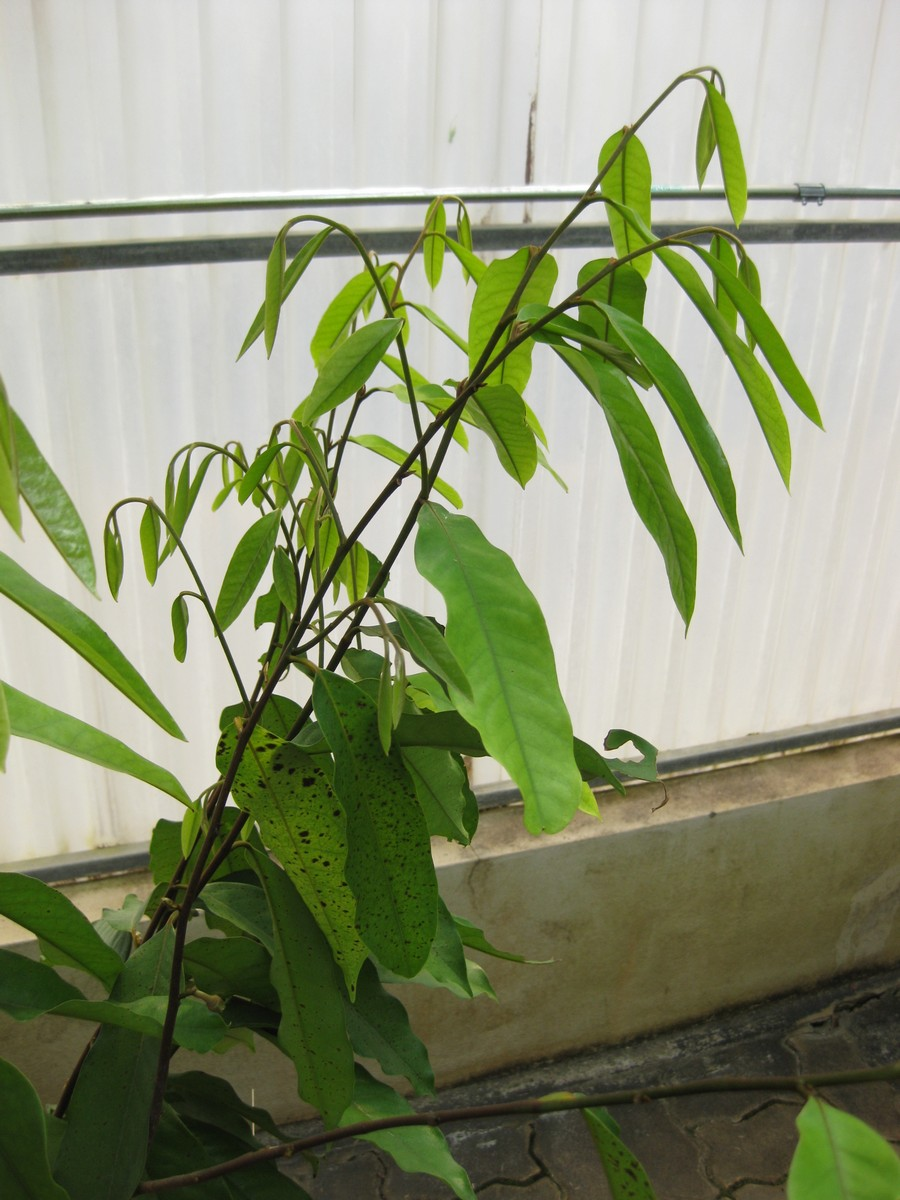
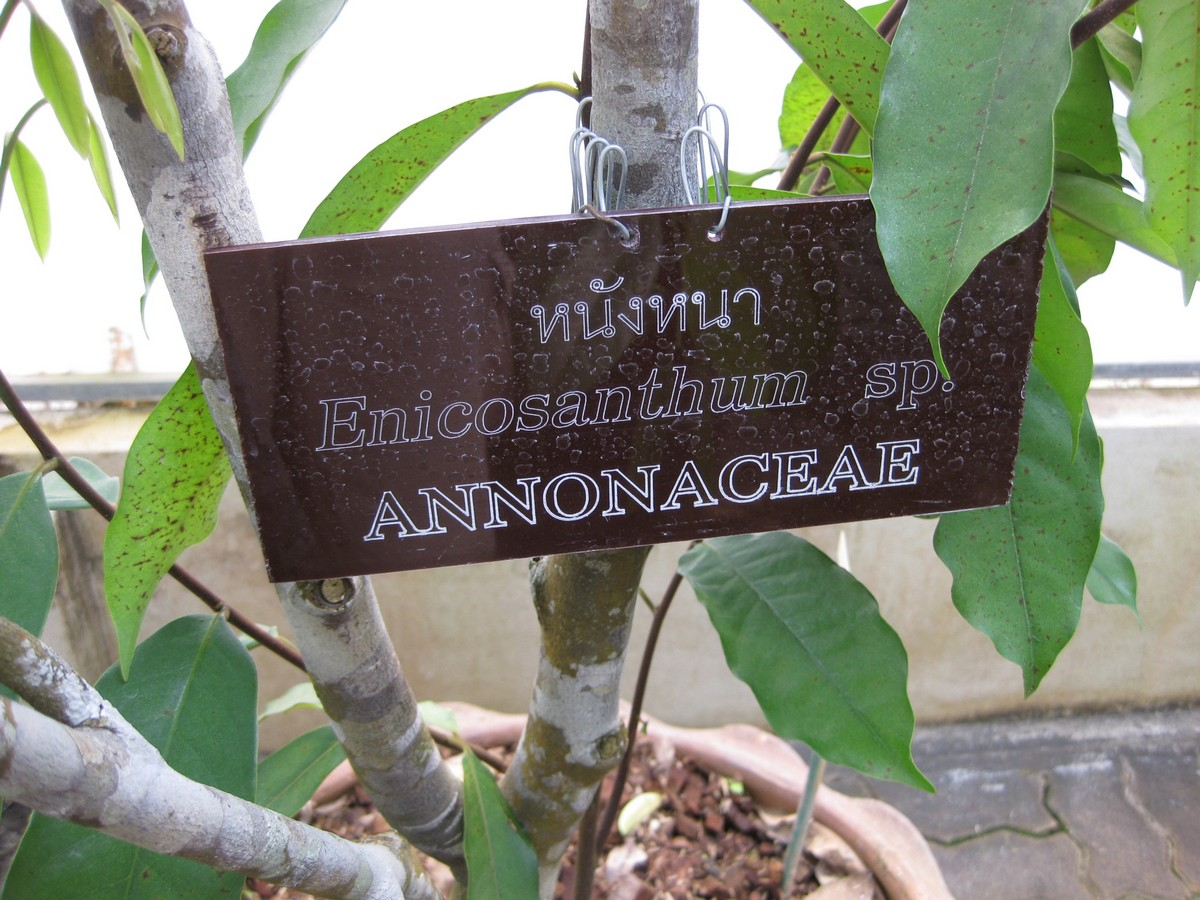
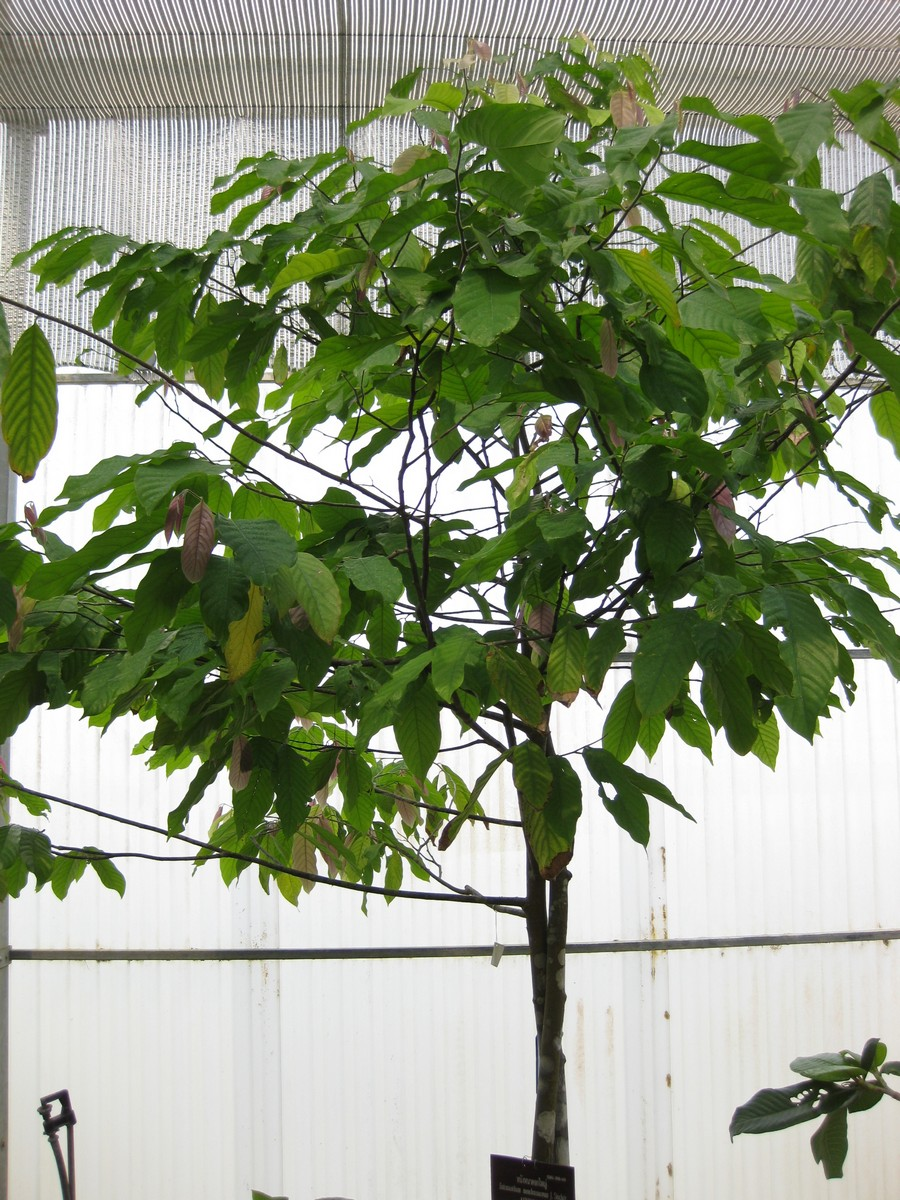
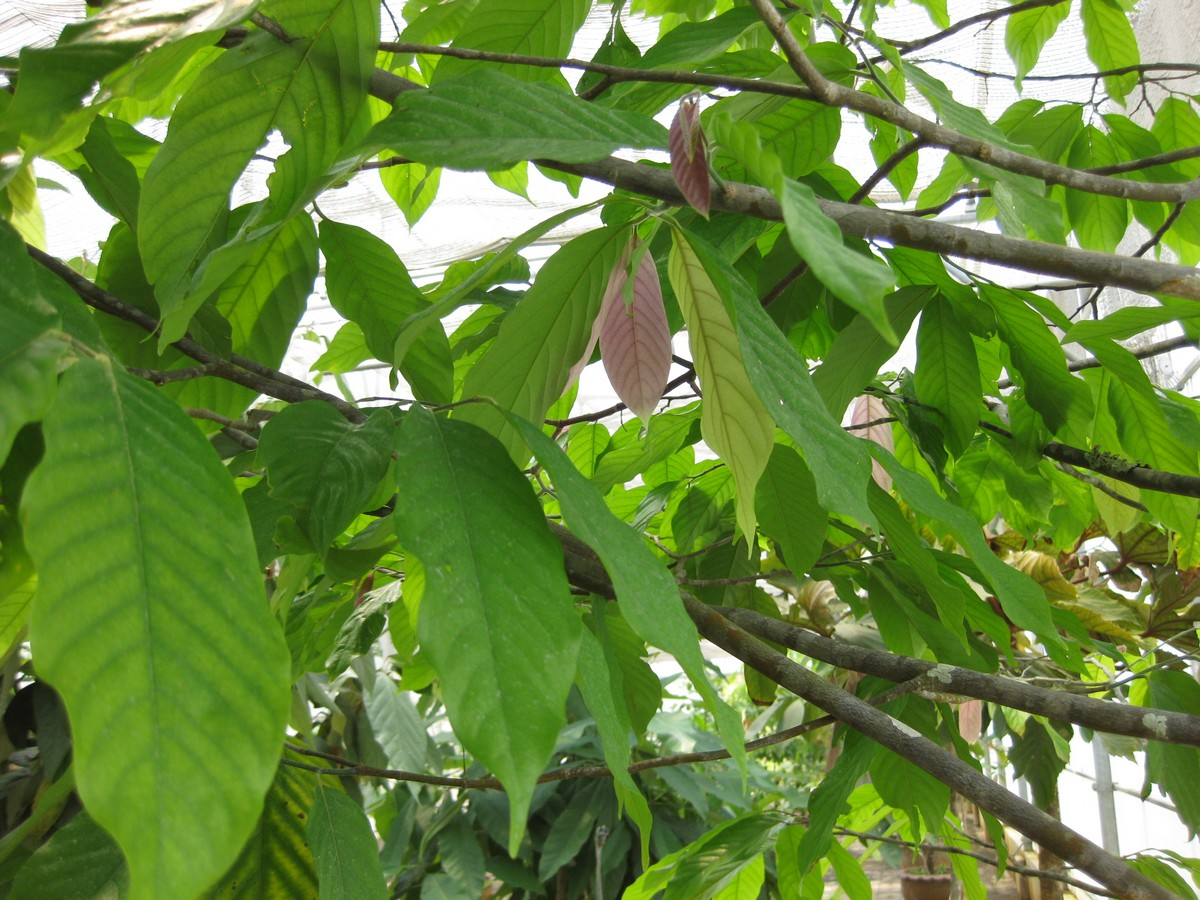